# 꿈이여 다시 한번
"꿈이여 다시 한번"은 한국에서 제작된 백호빈 감독의 1959년 영화이다. 이민 등이 주연으로 출연하였고 박민 등이 제작에 참여하였다.

## 출연

### 주연
- 이민
- 문혜란
- 최은희

## 기타
- 조명: 고해진
- 미술: 임명선